# Alyn (riu)
El riu Alyn (gal·lès: Afon Alun) és un afluent del riu Dee. El riu Alyn sorgeix a l'extrem sud de la serralada Clwydian, i la vall de l'Alyn forma part de l'Àrea de Bellesa Natural Excepcional de la serralada Clwydian. La ciutat principal del riu Alyn és Mold, la ciutat del comtat de Flintshire.
El riu Alyn travessa l'àrea de Loggerheads abans d'encaminar-se cap al sud-est, passant per Mold abans d'arribar a la seva confluència amb el riu Dee al nord-est de Wrexham.
Entre Loggerheads i Rhydymwyn passa a través del congost d'Alyn, on hi ha les coves Ogof Hesp Alyn, Ogof Hen Ffynhonnau i Ogof Nadolig. El riu passa sobretot a través d'una superfície de calcària, creant sots i coves submergides en les quals el riu flueix durant part de l'estiu, quan els nivells d'aigua són significativament més baixos. En algunes parts d'aquest tram el llit del riu és sec gairebé durant tot l'any.
El flux del riu Alyn es veu significativament afectat per la mineria, particularment pel túnel de drenatge de la mina Milwr, que capta una quantitat considerable d'aigua del riu Alyn i la desvia a Bagillt, a l'estuari del riu Dee.